# 秋田市立泉中学校
「秋田市立泉中学校（あきたしりついずみちゅうがっこう）」は秋田県秋田市にある公立中学校。秋田市のほぼ中心地の泉にある。また、略称は「泉中」。

## 所在地
- 秋田県秋田市泉北二丁目6番1号

## 沿革
- 1981年 - 創立（秋田市立山王中学校、秋田市立秋田東中学校、秋田市立高清水中学校の学区の一部を移管）、校章制定、校旗樹立、校歌制定
- 1985年 - 校舎増築工事竣工
- 2005年 - 60分授業の開始
- 2007年 - 60分授業の廃止

## 学区
- 秋田市立泉小学校の学区
- 秋田市立八橋小学校の学区の一部
- 秋田市立寺内小学校の学区の一部

## 特色
- 運動部の活動が非常に活発で、各種大会において多くの部の生徒が好成績を上げている。（野球部、新体操部、器械体操部など）
- 秋田県内でも有数の大規模校であり、現在の全校生徒数666人にのぼる。これは、秋田市内一の生徒数でありマンモス校である。（2017年度）
- 60分授業の実施に伴い、4時限の普通授業に加えて1時間の特別授業（道徳や総合学習、学級活動など、また2006年度からは俗に言う「帰りの会」を含む）という珍しい時間割となっている。なお、60分授業は2007年度を最後に廃止され、2008年度より50分授業となっている。

## 3つのモットー
- 時間厳守
- 元気なあいさつ（令和３年度は内容だけ丁寧なあいさつに変更されている）
- きれいな学校

## 泉中三大祭
かつてはものづくりを目的とした「創造祭」と合わせて泉中四大祭と称していたが、2005年より三大祭となる。その後、2008年より、スプリングフェスティバルとオータムフェスティバルをあわせ二大祭となる。

### 体育祭(スプリングフェスティバル)
- 2006年度には、スプリングフェスティバルとして行われ、バスケットボール・サッカー・団体行動などといったスポーツがクラス単位で争われるという今までとは違った趣向のものとなった。
- 2005年度は、修学旅行開催時期の変更などに伴い日程調整がつかず中止された。

### 泉中祭(オータムフェスティバル)
- 毎年、9月のいずれかの週の金曜日・土曜日に行われる。
- 2008年からは名称がオータムフェスティバルに変わり、合唱祭も同時に行われるようになった。
- オータムフェスティバルでは、吹奏楽部の合奏、放送部のアフレコなど、多種多様な行事が行われている。

### 合唱祭
- 秋田市文化会館で開催。学年別学級対抗形式で行われ、各学年1クラスずつに与えられる優秀賞、また、全校最優秀賞を目指してどの学級も一丸となって取り組む。
- また、各学年ごとに「ベストコンダクター賞」「ベストピアニスト賞」が各一名選出される。
- 2008年より、泉中祭(オータムフェスティバル)と統合。

## 生徒会活動
- 生徒会執行部
- 学年委員会
- 生活委員会
- 学習委員会
- 保体委員会
- 整美委員会
- 文化図書委員会(2015年後学期から合併)
- 給食委員会
- 選挙管理委員会（前学期のみ設置）

## 部活動
- 運動部
  - 野球部
  - 陸上部
  - バスケットボール部
  - ソフトボール部
  - 卓球部
  - バレーボール部
  - 柔道部
  - 剣道部
  - サッカー部
  - 器械体操部
  - 水泳部
  - 新体操部　
  - ゴルフ部
- 文化部
  - 吹奏楽部
  - 美術部
  - 放送部
  - 窯芸部

## 著名な出身者
- 松本英子（歌手）
- 小松由佳（登山家）
- 安田祐生（サッカー選手：ブラウブリッツ秋田）
- 小野仁（プロ野球選手：元 読売ジャイアンツ / 近鉄バファローズ / ニューヨークメッツ）
- 鈴木陽成 (サッカー選手)
- 富樫豪 (サッカー選手)
- 野中瑠衣（バレーボール選手：日立Astemoリヴァーレ）
- 船川琢之介 (サッカー選手)